# Tournefortia densiflora
Tournefortia densiflora är en strävbladig växtart som beskrevs av Carl Friedrich Philipp von Martius och Henri Guillaume Galeotti. Tournefortia densiflora ingår i släktet Tournefortia och familjen strävbladiga växter. Inga underarter finns listade i Catalogue of Life.